# فهرست اعضای فوربز ۴۰۰
فهرست اعضای فوربز ۴۰۰ (به انگلیسی: List of members of the Forbes 400) فهرستی از ۴۰۰ فرد دارای بالاترین میزان ثروت در ایالات متحده آمریکا می‌باشد، که از سال ۱۹۸۲ تاکنون، هر ساله تحت همین نام و از سوی مجله اقتصادی فوربز منتشر می‌شود. در سال ۲۰۱۷ مجموع دارایی‌های افراد فهرست فوربز ۴۰۰، معادل ۲٫۷ تریلیون دلار برآورد شده است. این رقم در سال قبل؛ ۲٫۴ تریلیون دلار اعلام شده بود.

ثروتمندترین افراد ایالات متحده آمریکا
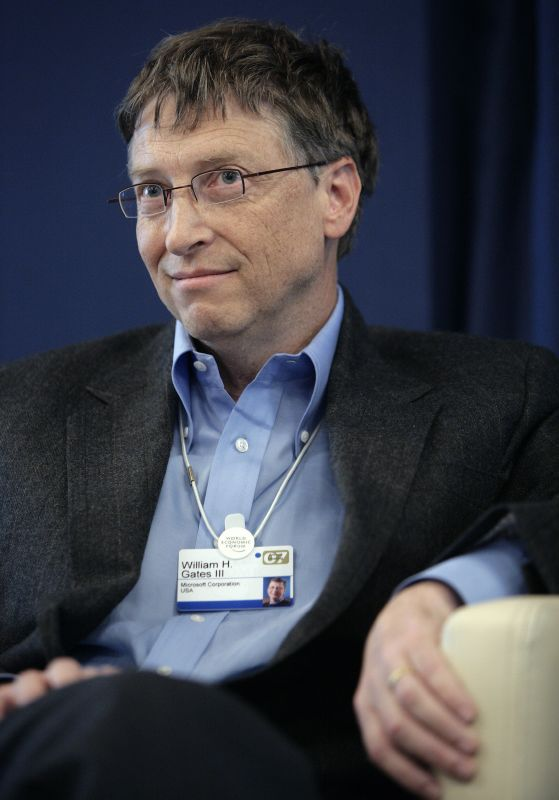
بیل گیتس
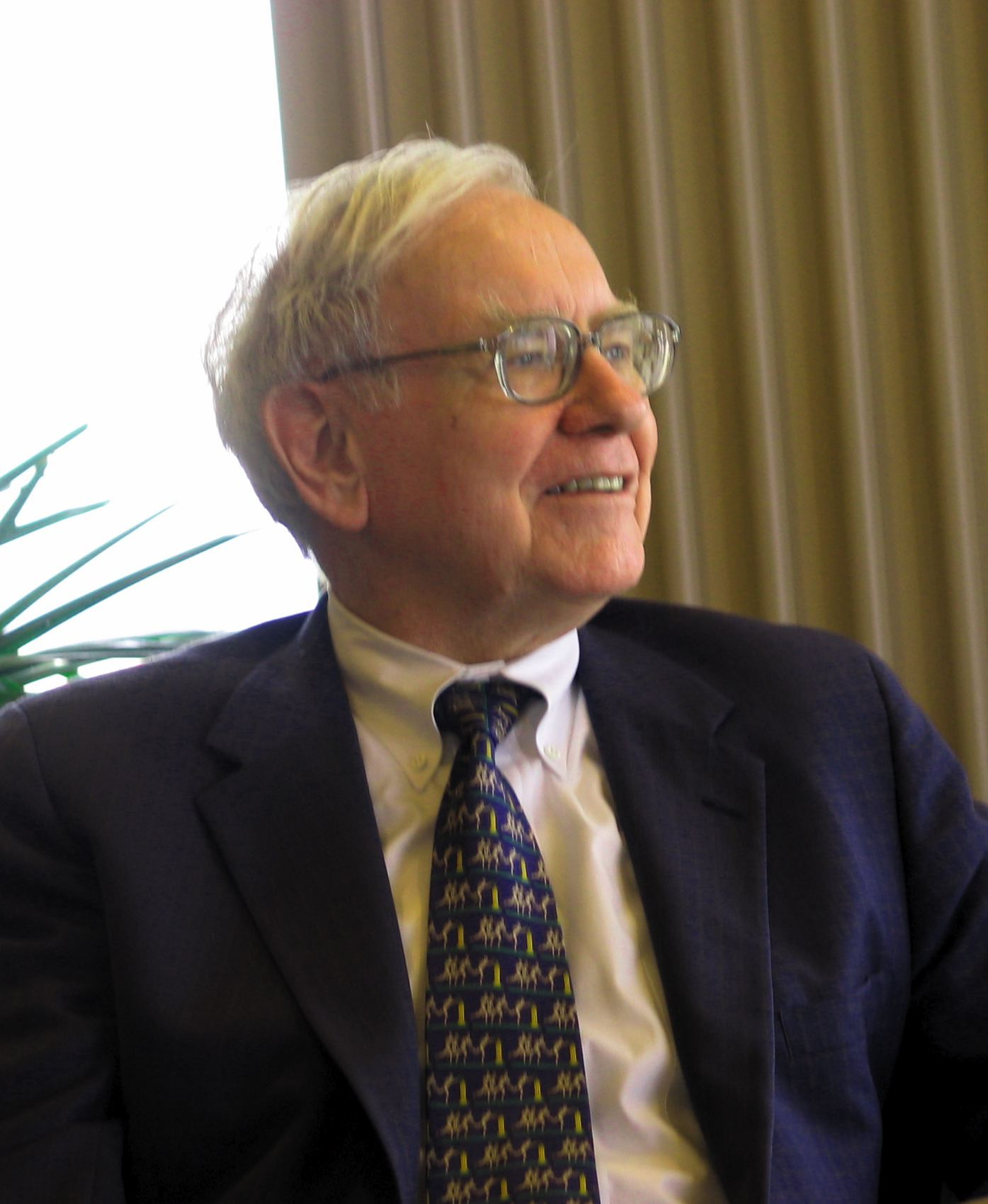
وارن بافت
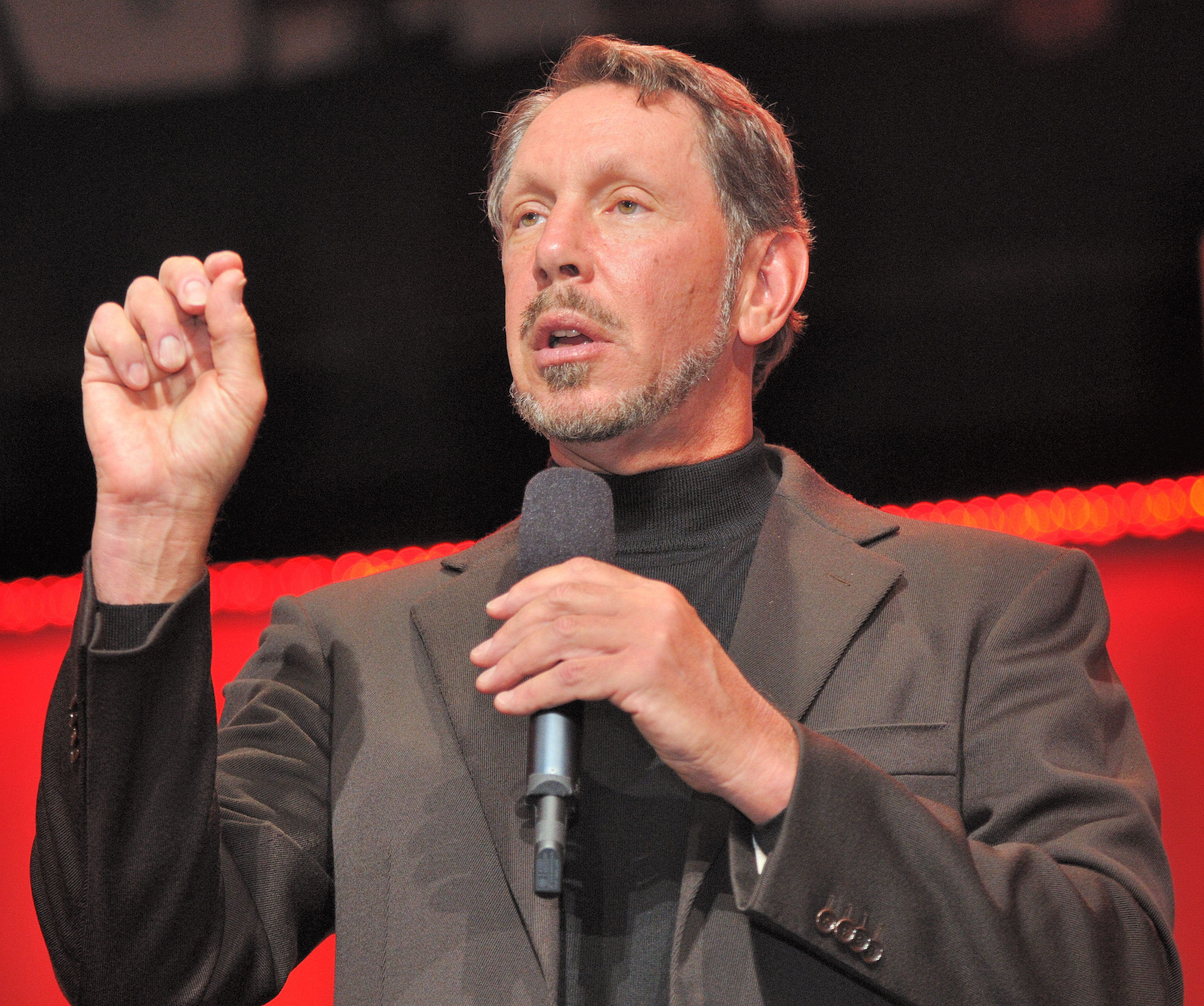
لری الیسون

| علائم و اختصارات | علائم و اختصارات              |
| آیکون            | توضیحات                       |
| ---------------- | ----------------------------- |
| بی‌تغییر          | تا سال ۲۰۱۲ تغییری نداشته است |
| افزایش           | تا سال ۲۰۱۲ افزایش داشته است  |
| کاهش             | تا سال ۲۰۱۲ کاهش داشته است    |

| #  | نام               | دارایی (دلار)       | منابع ثروت        |
| -- | ----------------- | ------------------- | ----------------- |
| ۱  | بیل گیتس          | ۶۶ $ میلیارد دلار   | مایکروسافت        |
| ۲  | وارن بافت         | ۴۶ $ میلیارد دلار   | برکشایر هاتاوی    |
| ۳  | لری الیسون        | ۴۱ $ میلیارد دلار   | اوراکل            |
| ۴  | چارلز جی. کوک     | ۳۱ $ میلیارد دلار   | صنایع کوک         |
| ۵  | دیوید اچ. کوک     | ۳۱ $ میلیارد دلار   | صنایع کوک         |
| ۶  | کریستی والتون     | ۲۷٫۹ $ میلیارد دلار | وال‌مارت           |
| ۷  | جیم والتون        | ۲۶٫۸ $ میلیارد دلار | آروست بانک        |
| ۸  | آلیس والتون       | ۲۶٫۳ $ میلیارد دلار | وال‌مارت           |
| ۹  | اس. رابسون والتون | ۲۶٫۱ $ میلیارد دلار | وال‌مارت           |
| ۱۰ | مایکل بلومبرگ     | ۲۵ $ میلیارد دلار   | بلومبرگ ال.پی.    |
| ۱۱ | جف بزوس           | ۲۳٫۲ $ میلیارد دلار | آمازون.کام        |
| ۱۲ | شلدون ادلسون      | ۲۰٫۵ $ میلیارد دلار | لاس وگاس سندز     |
| ۱۳ | لری پیج           | ۲۰٫۳ $ میلیارد دلار | گوگل              |
| ۱۴ | سرگئی برین        | ۲۰٫۳ $ میلیارد دلار | گوگل              |
| ۱۵ | جرج سوروس         | ۱۹ $ میلیارد دلار   | صندوق سرمایه‌گذاری |